# Andwell
Andwell – wieś w Anglii, w hrabstwie Hampshire. Leży 34 km na północny wschód od miasta Winchester i 68 km na południowy zachód od Londynu.